# 신상제 (10월)
신상제(神嘗祭)는 일본 천황이 10월 17일에 거행하는 추수 감사 의미의 궁중행사이다. 햅쌀로 빚은 술과 그 밖의 음식물을 이세 신궁에 바친다.